# Badonnelia
Badonnelia är ett släkte av insekter som beskrevs av John Victor Pearman 1953. Badonnelia ingår i familjen skölddammlöss.
Släktet innehåller bara arten Badonnelia titei. Badonnelia är enda släktet i familjen Sphaeropsocidae.